# Saint-Claude (Québec)
Pour les articles homonymes, voir Saint-Claude.
Saint-Claude est une municipalité du Québec située dans la MRC du Val-Saint-François en Estrie.

## Toponymie
La municipalité est nommée en l'honneur de Claude de Besançon.

## Histoire
La ville est créée à partir d'une mission catholique. En 1878, plusieurs familles vont s'installer. Plusieurs magasins, une école et un bureau de poste vont être construits. À l’origine, la municipalité s’appelait « Partie du nord du Canton de Windsor ». En 1922, le nom de la municipalité va changer pour Saint-Claude.
La municipalité se trouvait au départ dans la partie Saint-Claude Nord, mais un incendie va venir ravager les bâtiments et forcer les habitants à se déplacer dans la partie actuelle de la ville.
Le lac Boissonneault servait autrefois de ressource pour approvisionner la papetière de Windsor, maintenant elle est un secteur résidentiel de la ville.

## Géographie
La rivière Watopeka et le lac Boissonneault traversent d'est en ouest la partie sud-est de la municipalité et la rivière Danville en touche une petite partie au nord-est.

## Démographie
| 1991 | 1996  | 2001  | 2006  | 2011  | 2016  | 2021  |
| ---- | ----- | ----- | ----- | ----- | ----- | ----- |
| 957  | 1 004 | 1 080 | 1 104 | 1 106 | 1 185 | 1 141 |

## Administration
Les élections municipales se font en bloc et suivant un découpage de six districts.
| Saint-Claude Maires depuis 2001                                                                                      |                   |         |          |
| Élection | Maire             | Qualité | Résultat |
| 2001 | France L. Maurice |         | Voir     |
| 2005 | Hervé Provencher  |         | Voir     |
| 2009 | Hervé Provencher  | Voir    |          |
| 2013 | Hervé Provencher  | Voir    |          |
| 2017 | Hervé Provencher  | Voir    |          |
| 2021 | Hervé Provencher  | Voir    |          |
| Élection partielle en italique Depuis 2005, les élections sont simultanées dans toutes les municipalités québécoises |                   |         |          |